# 卡斯特拉内塔
卡斯特拉内塔（義大利語：Castellaneta），是意大利塔兰托省的一个市镇。总面积239.84平方公里，人口17229人，人口密度71.8人/平方公里（2009年）。ISTAT代码为073003。